# Georg von Blumenthal

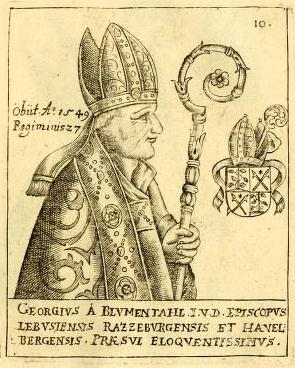
Georg von Blumenthal, zeitgenössische Darstellung

Georg von Blumenthal (* 1490 in Horst, heute Ortsteil von Heiligengrabe; † 25. September 1550 in Lebus) war ein deutscher römisch-katholischer Bischof.

## Leben
Georg von Blumenthal stammte aus dem Prignitzer Landadel und war ein Angehöriger des märkischen Adelsgeschlechts von Blumenthal. Sein Vater Hans von Blumenthal († 1524) besaß das Rittergut Horst sowie die Dörfer Vehlow, Blumenthal, und Brüsenhagen, und einen Anteil von Rosenwinkel. 
Schon 1507 wird von Blumenthal als Sekretär des Bischofs Dietrich von Bülow erwähnt. 1513 wurde er als Domdechant von Lebus zugleich Rektor der Brandenburgischen Universität Frankfurt und wurde hier später zum Dr. iur. utr. promoviert. 1520 wurde er Domherr am Ratzeburger Dom. Im selben Jahr wurde er zum Bischof von Havelberg gewählt und auch vom Papst bestätigt, konnte die Wahl aber wegen des Einspruchs des Kurfürsten von Brandenburg nicht annehmen. Ab 1521 war er (mit einer Unterbrechung von 1526 bis 1529) als Inhaber einer Großen Präbende auch Domherr in Lübeck. 1524 wurde er Bischof von Lebus und kurz darauf als Nachfolger von Heinrich Bergmeier Bischof von Ratzeburg – gegen den erbitterten Widerstand des Herzogs Magnus I. von Lauenburg.
Er hielt sich meist im Bistum Lebus auf und ließ sich in Ratzeburg durch den Dompropst vertreten. 1528 wurde er in eine Fehde mit Lausitzer Adeligen verwickelt und konnte durch Flucht nach Grimnitz knapp einem Überfall auf das bischöfliche Schloss in Fürstenwalde entkommen. 1529 allerdings kam er nach Ratzeburg und ließ den reformatorisch gesinnten Prediger Thomas Aderpul gefangensetzen, was zu einer Fehde mit den Adeligen des Klützer Winkels und zu einem langwierigen Reichskammergerichtprozess führte, der erst 1540 mit einem Urteil zugunsten des Bischofs endete.
1530 begleitete er den Kurfürsten Joachim I. zum Augsburger Reichstag. Hier erwirkte er gegen Herzog Magnus I. eine Reichsacht wegen des Raubs kirchlichen Besitzes und gewann 1536 auch einen Reichskammerprozess gegen ihn. Zur Finanzierung der Prozesse mussten der Bischof und das Ratzeburger Domkapitel ab 1530 den Domschatz veräußern. In der Folge wurde sein Wirkungskreis durch das Vordringen der Reformation, der er sich energisch widersetzte, mehr und mehr eingeschränkt. Er wurde im Dom St. Marien Fürstenwalde beigesetzt.